# Thoropa
Thoropa – rodzaj płazów bezogonowych z rodziny Cycloramphidae.

## Zasięg występowania
Rodzaj obejmuje gatunki występujące we wschodniej i południowo-wschodniej Brazylii.

## Systematyka

### Etymologia
Thoropa: gr. θωραξ thōrax, θωρακος thōrakos „napierśnik, klatka piersiowa”; ωπη ōpē „wygląd”.

### Podział systematyczny
Do rodzaju należą następujące gatunki:
- Thoropa bryomantis Assis, Lacerda, Guimarães, Peixoto, Luna & Feio, 2021
- Thoropa lutzi Cochran, 1938
- Thoropa megatympanum Caramaschi & Sazima, 1984
- Thoropa miliaris (Spix, 1824)
- Thoropa petropolitana (Wandolleck, 1907)
- Thoropa saxatilis Cocroft & Heyer, 1988
- Thoropa taophora (Miranda-Ribeiro, 1923)